# Microdiores aurantioviolaceus
Espèce
Microdiores aurantioviolaceus est une espèce d'araignées aranéomorphes de la famille des Zodariidae.

## Distribution
Cette espèce est endémique de Tanzanie. Elle se rencontre à Ibaya dans le parc national de Mkomazi.

## Description
Le mâle holotype mesure 1,72 mm.

## Publication originale
- Nzigidahera & Jocqué, 2010 : On new species of Microdiores (Araneae, Zodariidae) from central and east Africa. ZooKeys, vol. 48, p. 11-19 (texte intégral).